# Joachim Pfannschmidt (Pastor)
Joachim Friedrich Gustav Pfannschmidt (* 6. Juli 1896 in Berlin; † 1. Mai 1945 in Groß Kiesow) war ein deutscher evangelisch-lutherischer Geistlicher und Mitglied der Bekennenden Kirche. 

Joachim Pfannschmidt als Kind (links) mit seiner Familie

## Leben
Joachim Pfannschmidt stammte aus einer Künstler- und Theologenfamilie. Er war das dritte Kind und der ältere Sohn des Bildhauers Friedrich Pfannschmidt. Der Berliner Pfarrer und Heimatforscher Martin Eckart Pfannschmidt und der Maler Ernst Christian Pfannschmidt waren seine Onkel.
Er studierte Evangelische Theologie an den Universitäten Tübingen, Greifswald und Berlin und wurde wie schon sein Vater im Wingolf aktiv, indem er dem Berliner, Greifswalder und Tübinger Wingolf beitrat. 1922 bestand er sein Erstes und 1924 sein Zweites Theologisches Examen. Zu seinen maßgeblichen Lehrern gehörten Eduard von der Goltz und Wilhelm Kähler.
Nach seiner Ordination am 29. Mai 1924 erhielt er seinen ersten Dienstauftrag als Hilfsprediger im Diakonissenmutterhaus Lutherstift in Frankfurt (Oder). Noch im selben Jahr wurde er zum Pfarrer in Steimke in der Altmark berufen. 1930 wechselte er an die St.-Laurentius-Kirche (Groß Kiesow). In seiner Gemeindearbeit war er ein eifriger Förderer der Berliner Missionsgesellschaft.

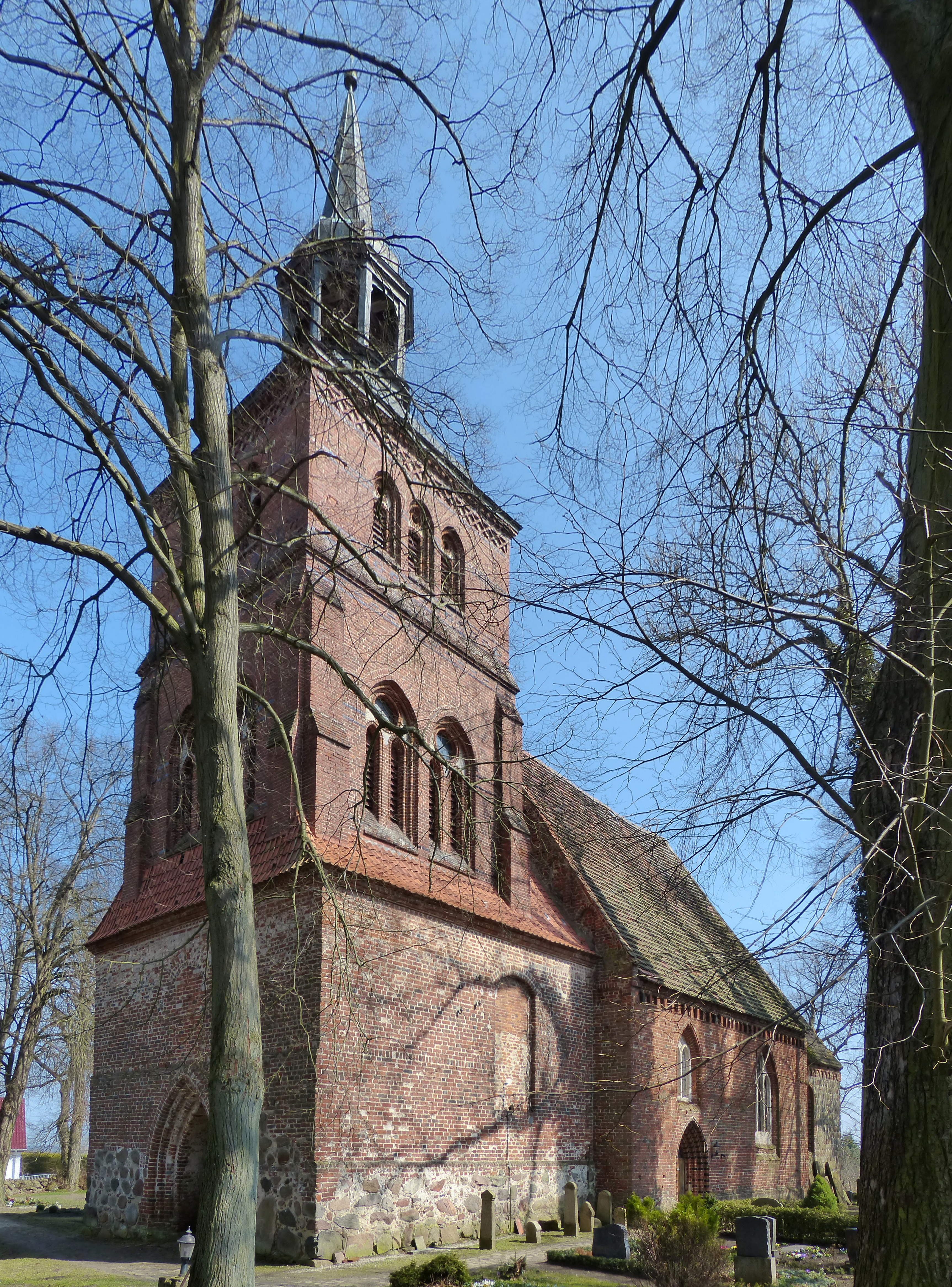
Kirche Groß Kiesow
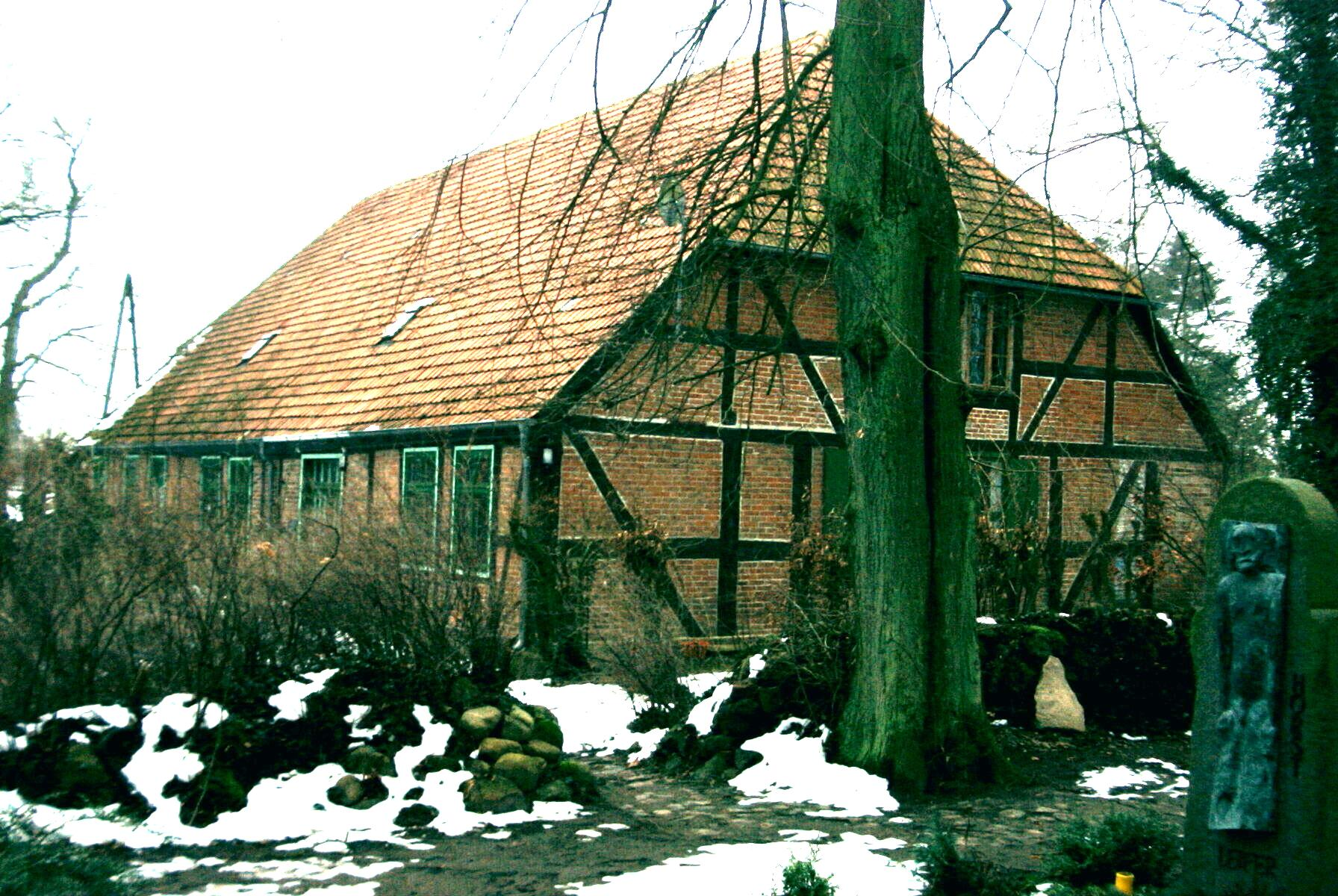
Pfarrhaus Groß Kiesow

Mit der Machtübernahme der Nationalsozialisten und dem Beginn des Kirchenkampfs schloss er sich der Bekennenden Kirche an und wurde eine ihrer führenden Persönlichkeiten in der Kirchenprovinz Pommern. 1934 wurde er auch Mitglied der Evangelischen Michaelsbruderschaft und gebrauchte deren Gottesdienstform der Deutschen Messe in seiner Gemeinde.
Er weigerte sich, die Kirche mit der Hakenkreuzflagge zu schmücken und wurde „wegen Nichtbeflaggung seiner Gemeindekirche aus Anlaß eines Parteifeiertages“ gerichtlich belangt.

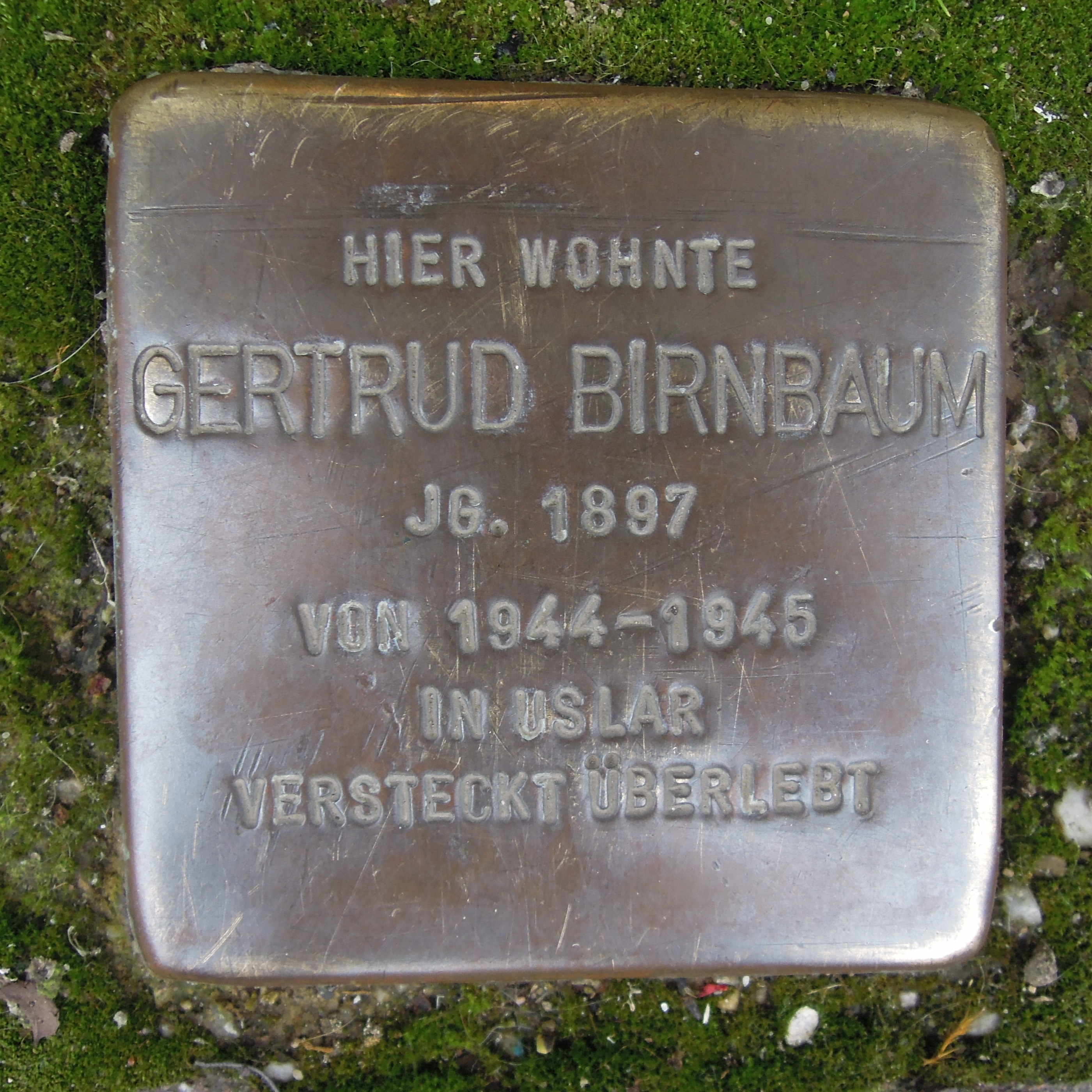
Stolperstein für Gertrud Birnbaum vor ihrem letzten Wohnhaus in Uslar

Durch Vermittlung des Büros Grüber nahmen er und seine Familie im Groß Kiesower Pfarrhaus von Anfang 1940 die Apothekerin und getaufte Jüdin Gertrud Birnbaum (1897–1956) auf. Getarnt als Flüchtling, blieb sie unentdeckt. Ende 1944 schloss sie sich einem Flüchtlingstreck aus Oberschlesien an und kam zurück nach Uslar, wo sie der Apotheker Heinrich Welter bis Kriegsende im Hinterhaus seiner Apotheke versteckte. Seit 2008 erinnert in Uslar, angeregt durch ein Projekt der Sollingschule, ein Stolperstein an sie.
Beim Einmarsch der Roten Armee am 1. Mai 1945 wurde er in der Nacht erschossen, als er sich weigerte, das Versteck seiner Töchter zu verraten.
In erster Ehe war er mit Luise, geb. Kähler, der Tochter des Greifswalder Juristen Wilhelm Kähler verheiratet. Das Paar hatte vier Kinder. Nach ihrem Tod heiratete er Hilde, geb. Teichmüller (1906–2003), und hatte mit ihr fünf weitere Kinder.
Im Mai 2005 gehörte sein Leben und Sterben zu den Schicksalen, an die eine Gedenkveranstaltung der Pommerschen Evangelischen Kirche im Dom St. Nikolai (Greifswald) erinnerte.